# نینل لوکانینا
نینل لوکانینا (روسی: Нинель Васильевна Луканина؛ زادهٔ ۱۸ سپتامبر ۱۹۳۷) بازیکن والیبال اهل اتحاد جماهیر شوروی سوسیالیستی است.